# Zethera gadrosia
Zethera gadrosia är en fjärilsart som beskrevs av Hans Fruhstorfer 1909. Zethera gadrosia ingår i släktet Zethera och familjen praktfjärilar. Inga underarter finns listade i Catalogue of Life.